# Penyamun
Penyamun is een bestuurslaag in het regentschap Bangka van de provincie Bangka-Belitung, Indonesië. Penyamun telt 3487 inwoners (volkstelling 2010).